# اورسن بین
اورسن بین (به انگلیسی: Orson Bean) با نام اصلی دالاس فردریک باروس (به انگلیسی: Dallas Frederick Burrows) (۲۲ ژوئیهٔ ۱۹۲۸–۷ فوریهٔ ۲۰۲۰) یک هنرپیشه، کمدین، و نویسنده اهل ایالات متحده آمریکا بود. وی از سال ۱۹۵۲ تا ۲۰۲۰ مشغول کار هنری بود.

## فیلم‌شناسی

### فیلم
- تشریح یک قتل (۱۹۵۹)
- فضای درون (۱۹۸۷)
- جان مالکوویچ بودن (۱۹۹۹)
- پرتقال‌ها (۲۰۰۷)
- ایکوالایزر ۲

### مجموعه تلویزیونی
- منطقه نیمه‌روشن (۱۹۶۰)
- یک یانکی اهل کنتیکت در دربار شاه آرتور (۱۹۷۰)
- پسر پاییز (۱۹۸۴)
- روز حساب (۱۹۹۲)
- پزشک دهکده (۱۹۹۳-۱۹۹۸)
- الی مک‌بل (۲۰۰۰)
- ویل و گریس (۲۰۰۰)
- بکر (۲۰۰۲)
- پرونده سرد (۲۰۰۴)
- دو مرد و نصفی (۲۰۰۵)
- آشنایی با مادر (۲۰۰۷)
- کدبانوهای وامانده (۲۰۰۹-۲۰۱۲)
- خانواده امروزی (۲۰۱۶)
- جسور و زیبا (۲۰۱۶)
- سوپر مارکت (۲۰۱۸)
- گریس و فرانکی (۲۰۲۰)